# Lux Interior
Erick Lee Purkhiser (21 de outubro de 1946 – 4 de fevereiro de 2009), mais conhecido como Lux Interior (Luxury Interior), foi um músico estadunidense, fundador da banda The Cramps.
Nascido em Stow (Ohio), cresceu na região de Akron com um irmão, Mike Purkhiser. Conheceu sua esposa Kristy Wallace (Poison Ivy) em Sacramento em 1972, supostamente enquanto ela viajava de carona. O casal fundou a banda e se mudou da Califórnia para Ohio em 1973, e depois para Nova York em 1975, onde se tornaram parte do crescente cenário punk.
O nome artístico de Purkhiser veio de um "comercial antigo de carro", enquanto o de sua esposa foi inspirado por "uma visão que ela teve durante um sonho". O casal chamou seu estilo musical de psychobilly, inspirado em uma canção de Johnny Cash.
Purkhiser morreu em 4 de fevereiro de 2009 em Glendale, Califórnia, em decorrência de um problema cardíaco.

## Discografia
| Ano  | Álbum              | Gravadora                 | Comentários |
| ---- | ------------------ | ------------------------- | --- |
| 1984 | "Purple Knif Show" | "Skydog / Melodie França" | Vários artistas - Lux fez o papel de DJ em julho de 1984 em uma estação de rádio de Hollywood sob o pseudônimo "The Purple Knif" |